# Obwód sofijski
Obwód sofijski (bułg. Софийска област) – jedna z 28 jednostek administracyjnych Bułgarii, położona w zachodniej części kraju. Graniczy z Serbią oraz obwodami: Pernik, Kiustendił, Błagojewgrad, Pazardżik, Płowdiw, Łowecz, Wraca i Montana, a także z miastem wydzielonym Sofią, która jest jego ośrodkiem administracyjnym.

## Skład etniczny
W obwodzie żyje 273 240	ludzi, z tego 253 536 Bułgarów (92,79%), 654 Turków (0,24%), 16 748 Romów (6,13%), oraz 2 302 osób innej narodowości (0,84%). (http://www.nsi.bg/Census_e/Census_e.htm)